# واچر
«واچر» (به انگلیسی: The Watcher) آهنگی از هنرمند اهل ایالات متحده آمریکا دکتر دره از دومین آلبوم استودیویی او ۲۰۰۱ است. این آهنگ به عنوان چهارمین و آخرین تک‌آهنگ این آلبوم در تاریخ ۲۷ فوریه ۲۰۰۱ در فرانسه منتشر شد.
رپر جی-زی بعدتر قسمت دومی از این آهنگ با نام «واچر ۲» را در آلبوم بلوپرینت ۲ (۲۰۰۲) منتشر کرد. دکتر دره تهیه‌کننده نسخه جی-زی بود و خوانندگانی مثل راکیم و تروث هرتس در آن می‌خوانند.
یک سال بعد در ۲۰۰۳ دکتر دره و اسنوپ داگ نسخه دیگری از این آهنگ را منتشر کردند.